# 青华绿孔雀省级自然保护区
24°59′N 100°12′E / 24.983°N 100.200°E
青华绿孔雀省级自然保护区位于中国云南省大理白族自治州巍山县青华乡境内，位于东经100°11'29"－100° 14'15"，北纬24°58'43"－25°00'43"之间，总面积1,000公顷。地势北高南低，最高海拔2,010米，最低海拔1,240米，年平均气温16-20ºC。
至2022年2月，保护区内共监测到鸟类168种、兽类17种、爬行类8种、两栖类6种，其中有绿孔雀、林麝、黑颈长尾雉、褐翅鸦鹃、黄喉貂、猕猴等29种国家一、二级保护动物。主要保护对象绿孔雀约有60只。
保护区始建于1988年，1997年经省政府批准为省级自然保护区。2016年5月成立保护区管护局。